# Hnoss e Gersemi
Hnoss significa Tesouro, e Gersemi significa Jóia; são filhas dos deuses nórdicos Freya e Odur. Hnoss e Gersemi são deusas do amor na Mitologia nórdica, representando tudo o que há de belo e amoroso.